# Marque-page
Pour la notion de marque-page en informatique, voir Marque-page (informatique).

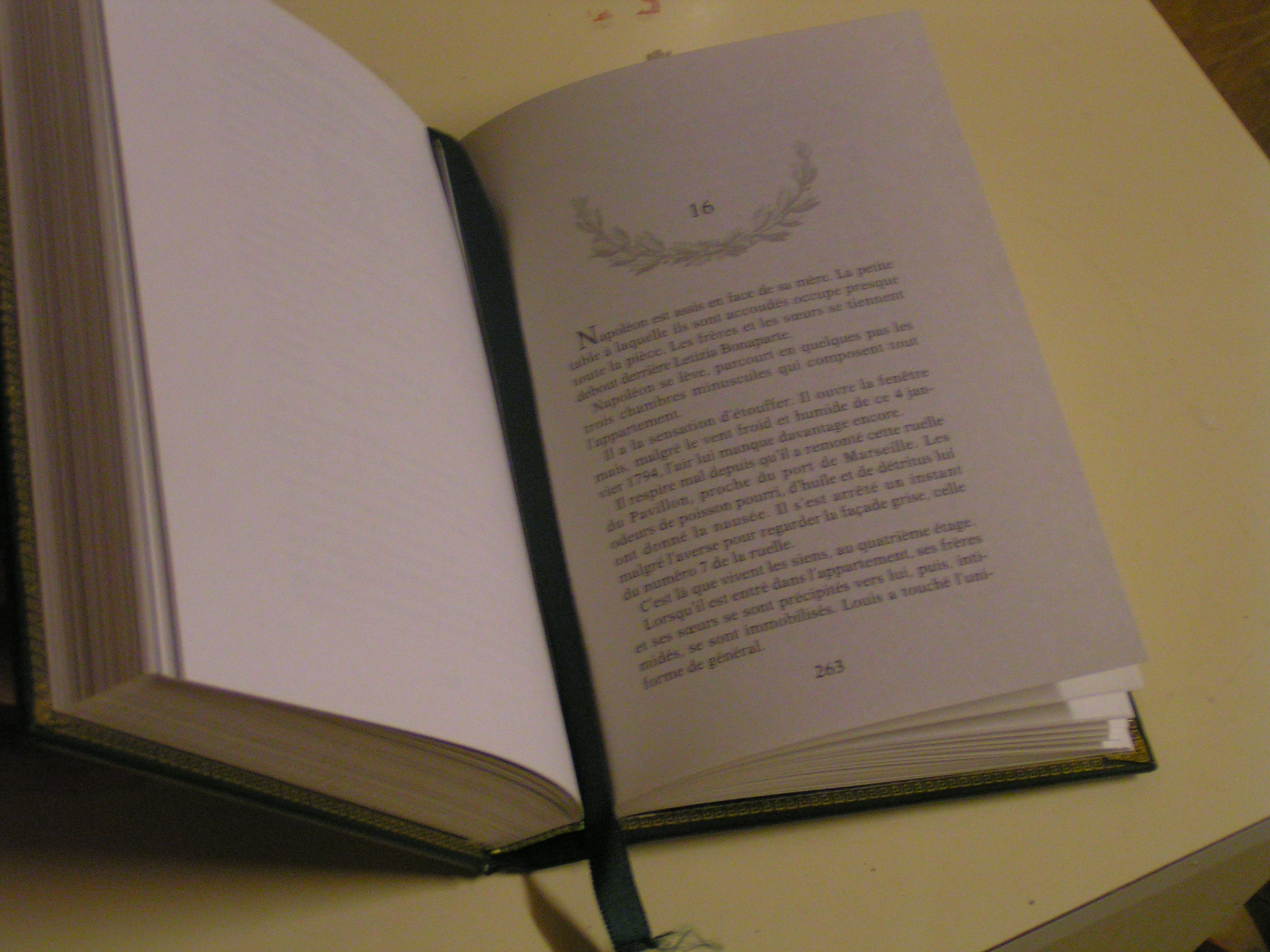
Marque-page cousu au livre

Un marque-page (pluriel : des marque-pages), ou signet, est un morceau de papier ou de tissu, qui comme son nom l'indique, permet de marquer une page d'un livre, c'est-à-dire d'être capable de distinguer cette page des autres afin de pouvoir la retrouver ultérieurement, sans pour autant détériorer le livre (par de l'encre, une déchirure ou un pli).
C'est un objet fin que l'on glisse entre deux pages d'un livre en le laissant dépasser ou non, ceci afin de pouvoir par la suite retrouver la page plus facilement pour reprendre la lecture, ou pour retrouver un passage particulier - ou une citation.
Les modèles de marque-pages les plus répandus sont des bandes de papier, tissu, carton ou cuir rectangulaires ; des marque-pages publicitaires sont souvent fournis gratuitement par des éditeurs ou des distributeurs de livres. Certains livres d'édition luxueuse disposent d'une fine cordelette ou bande de tissu cousue qui permet également de marquer des pages.

## Collection
Le marque-page est aussi un objet de collection, aisément acquis grâce à sa quasi-gratuité. Certains marque-pages sont attachés au livre par une bande de tissu cousue, c'est le cas des signets comportant des explications des symboles utilisés dans le corps de l'ouvrage, par exemple les guides rouges Michelin. La plupart sont indépendants des livres.
La collection de signets s'appelle la signopaginophilie.
Les éditeurs de marque-pages sont principalement les éditeurs de livres, les librairies (indépendantes ou chaînes), certains bouquinistes, les bibliothèques.
Les signets sont édités à l'occasion de manifestations autour du livre (prix et concours littéraires et concours, salons du livre et de la BD).
Il y a également des sites internet spécialisés dans la vente de marque-pages.

### Évènements

#### France
Tous les ans, de nombreux collectionneurs venant de toute la France se réunissent lors de salons comme celui qui est organisé à Muret (Haute-Garonne). Le salon international du signet de Malo-les-Bains, près de Dunkerque (Nord), fut le premier créé en France en 1999 sur ce thème.

#### International
La communauté en ligne International Friends of Bookmarks (« Amis internationaux des marque-pages ») organise tous les ans depuis 2017 la Journée internationale du marque-page (World Bookmark Day) le 25 février.